# 瑟沃兰日
瑟沃兰日（法語：Sevelinges，法語發音：[səvlɛ̃ʒ]）是法国卢瓦尔省的一个市镇，属于罗阿讷区。

## 地理
瑟沃兰日（46°5'54"N, 4°17'45"E）面积8.19 平方千米，位于法国奥弗涅-罗讷-阿尔卑斯大区卢瓦尔省，该省份为法国中南部省份，北起顺时针与索恩-卢瓦尔省、罗讷省、伊泽尔省、阿尔代什省、上盧瓦爾省、多姆山省和阿列省接壤。
与瑟沃兰日接壤的市镇（或旧市镇、城区）包括：勒塞尔涅、库尔、屈安济耶、拉格雷勒、雅尔诺斯。

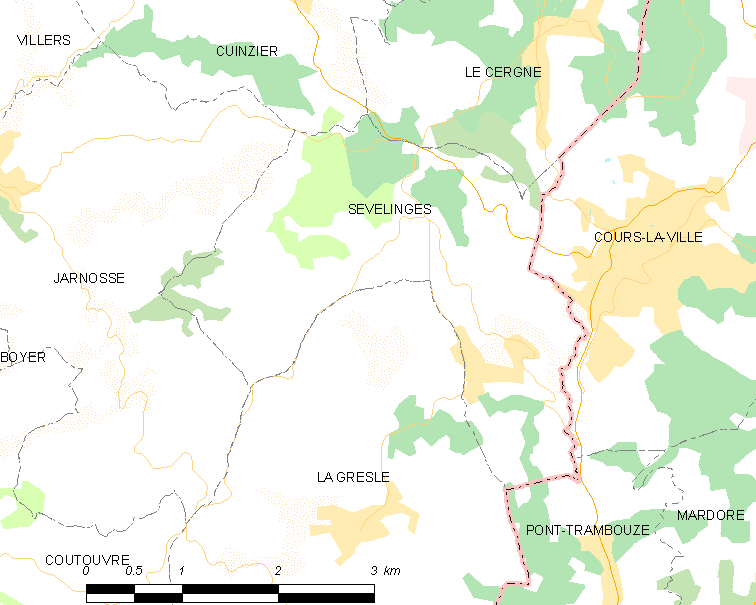
瑟沃兰日的OSM定位图

瑟沃兰日的时区为UTC+01:00、UTC+02:00（夏令时）。

## 行政
瑟沃兰日的邮政编码为42460，INSEE市镇编码为42300。

## 政治
瑟沃兰日所属的省级选区为沙尔略县。

## 人口

1962-2008年间瑟沃兰日人口变化图示

瑟沃兰日于2022年1月1日时的人口数量为650人。